# C/1577 V1
Grande comète de 1577
La grande comète de 1577, connue sous le nom technique C/1577 V1, est une comète non périodique du Système solaire, passée près de la Terre pendant l'année 1577. 
La comète a été vue par des gens à travers toute l'Europe, y compris par le célèbre astronome danois Tycho Brahe. De ses observations, Brahe a pu découvrir que les comètes et objets similaires voyageaient au-dessus de l'atmosphère terrestre.

## Découverte
La première observation de la comète a été faite le 2 novembre au Pérou, où on l'aurait aperçue à travers les nuages aussi brillante que la Lune. Le 7 novembre, l'architecte Pirro Ligorio la voit à Ferrare. Des astronomes japonais rapportent l'avoir observée, le 8 novembre, aussi brillante que le Lune avec une queue occupant plus de soixante degrés du ciel.

## Les observations de Brahe
Tycho remarque la présence de la comète peu de temps avant le coucher du Soleil le 13 novembre. D'après les croquis trouvés dans ses cahiers, il semble qu'il observe la comète près de la planète Vénus. Ces croquis font apparaître une première ébauche du système géo-héliocentique qu'il adoptera par la suite. Dans ce système, qui est un compromis entre les systèmes géocentrique et héliocentrique, la Terre est au centre du monde et le Soleil tourne autour d'elle, mais certains astres tournent autour de ce dernier. Dans le croquis de Tycho, les planètes Mercure et Vénus, ainsi que la comète, sont représentées comme tournant autour du Soleil. Il fait aussi remarquer que la queue de la comète est toujours opposée au Soleil.  

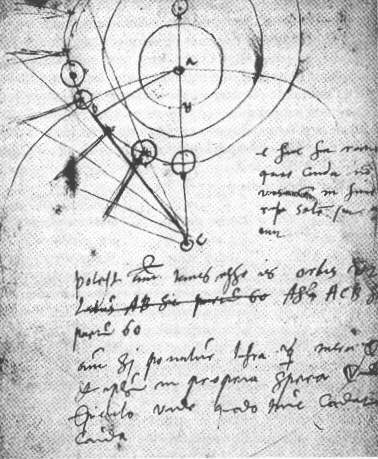
Croquis de la trajectoire de la comète de 1577 par Tycho Brahe.

Tycho utilise des instruments astronomiques précis et produit des milliers d'observations qui serviront à Johannes Kepler à formuler les célèbres lois des mouvements des planètes connues sous le nom de Lois de Kepler. 
Les mesures de Tycho permettent de montrer que, contrairement à ce que pensait Aristote, les comètes sont des objets célestes, environ trois fois plus éloignés de la Terre que la Lune. Il s'en persuade en comparant la position de la comète observée depuis l'île de Ven, où se trouve son observatoire nommé Uraniborg (alors en construction) avec celle fournie par l'astronome Tadeáš Hájek à Prague. On peut noter que les deux astronomes comparent les angles qu'ils mesurent entre la Lune et la comète, négligeant de ce fait la parallaxe lunaire et produisant donc une estimation trop basse de la distance entre la comète et la Terre. 
La nature céleste des comètes sera l'objet d'âpres débats : quelle est la nature de ces objets, d'où viennent-ils, quelles trajectoires suivent-ils? Ces questions, parmi d'autres, fortement débattues pendant le XVIIe siècle, contribuent aux reflexions sur la nature du système solaire pendant la revolution astronomique. Galilée affirme que les comètes sont des phénomènes optiques, impliquant que leur parallaxes seraient impossibles à mesurer.

## Autres observations de la comète
Parmi les autres astronomes ayant observé la comète de 1577 se trouvent Taqi al-Din, astronome du sultan ottoman à Constantinople, Abul al-Fazi ibn Mubarak, à la cour de l'empereur mogol Akbar, l'astronome Helisaeus Röslin, le landgrave Guillaume IV de Hesse-Cassel, l'astronome Cornelius Gemma en Hollande, qui remarque que la comète possède deux queues, et Michael Maestlin, maître de Kepler, qui reconnaît aussi la nature céleste de la comète.

## Écrits contemporains

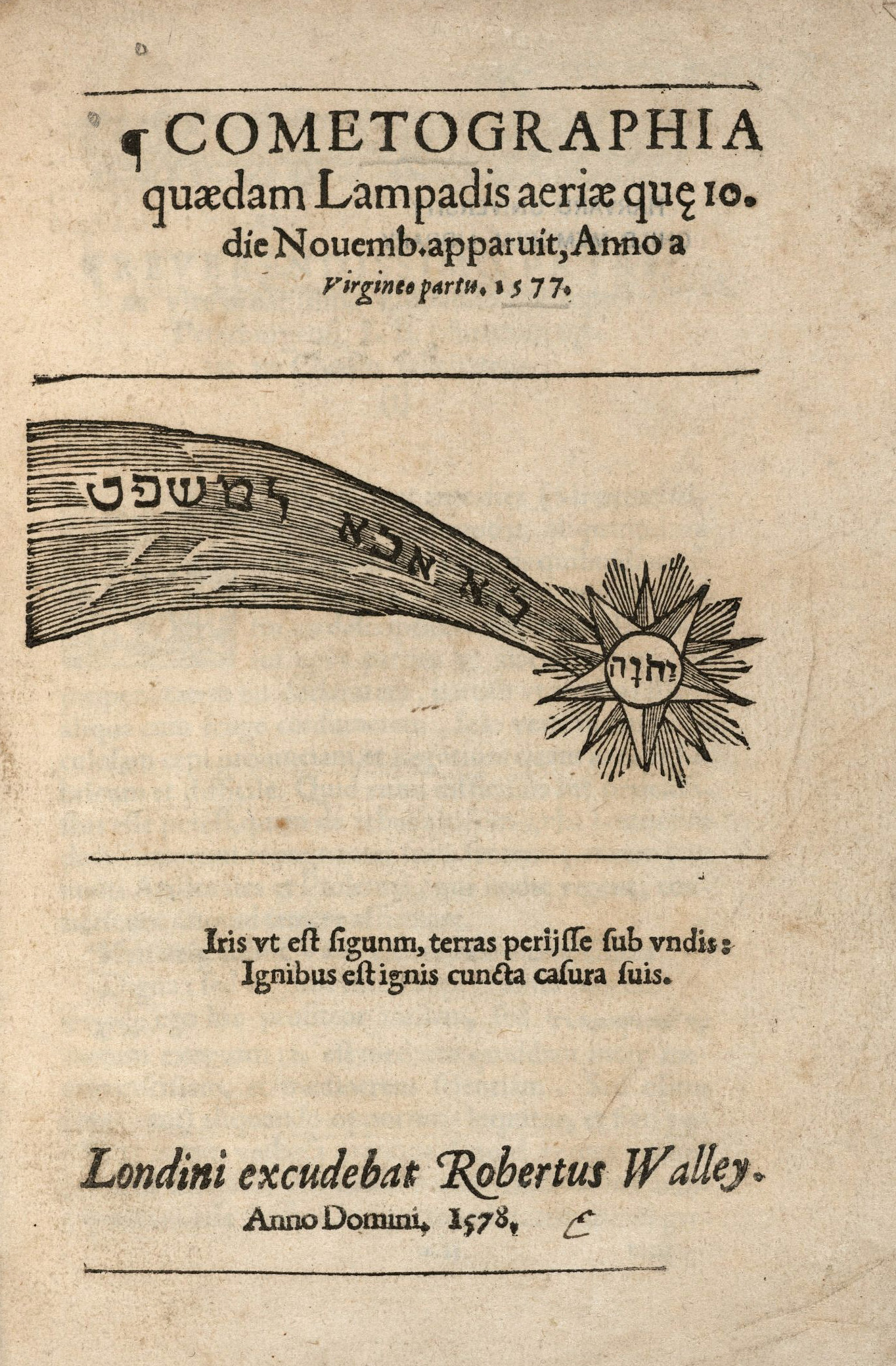
Houghton STC 1416 - Cometographia, 1578.

### En français
- Himbert de Billy, Description et ample discours prognostic du Comète qui s'est monstré au ciel le douzieme iour de Nouembre, mil cinq cens septante sept, enuiron les cinq heures du soir: & est esuanouy, & disparu le trentieme iour de Decembre: & commencera produire ses effects vers la feste des Roys en l'an 1578. qui dureront longuement, Lyon, Benoist Rigaud, 1578,  ;
- Michel Crespin, dit Archidamus, Au Roy. Espistre et aux auteurs de disputation sophistiques de ce siècle sur la declaration du presage & effaicts de la Commette qui a testé commencées d'entre veuë dans l'Europe, X. de Novembre à cinq heures du soir 1577. Assez veux & cogneuë à tout le mo[n]de, Paris, Gilles de Saint-Gilles, 1577,  ;
- Giovanni Maria Fiornovelli, Discours sur la comette aparue en l'an mille cinq cents septante sept, és terres de Ferrare, avec l'obseruation des effets de plusieurs autres Comettes aparues en diuers temps antiques & modernes, Lyon, Jean Patrasson, 1578,  ;
- Francesco Giuntini, Discours sur ce que menace devoir advenir la comète apparue à Lyon le 12 de ce mois de novembre 1577, laquelle se voit encores à présent, Paris, Gervais Mallot, 1577,  ;  ;
- Pierre Hassard, Brief Discours des effects de la comete qui a commencé à se monstrer l'an M.D.LXXVII. au mois de novembre, Anvers, Christophe Plantin, 1578  ;
- Francesco Liberati,  Discours de la comete commencee a apparoir sur Paris le XI. jour de novembre 1577. à six heures du soir. Avec la declaration de ses presages & effets, Lyon, Benoist Rigaud, 1577, ,  ;
- Giacomo Marzari, Notable discours ... Touchant la Comette apparue au moys de Nouembre 1577. Auquel est traité des occasions d'icelle, de ce qu'elle peut prédire & signifier: & de la reigle de viure en ce temps, pour obuier à la maligne affection d'icelle, Lyon, Jean Patrasson,  ;
- Ascanio Montelli, Lettres du seigneur Ascanio Montelli, medecin, et mathematicien napolitain, traduit en François, Paris, Jean de Lastre, n.d.,  ;
- Guillaume Paradin, Sommaire discours sur la vision & presage du comete, qui premierement s'apparut environ le commencement du moys de novembre, mil cinq cens soixante & dix sept, que l'on voit encores à present, Lyon,  Benoist Rigaud, 1577,  ;
- Annibal Raimondo, Discours sur la noble Comette apparue a Venis au mois de Nouembre 1577. la plus notable, gracieuse, & beneuole que l'on ait veu de nostre temps. Auec l'arc qui la precedoit à l'heure de son apparition, contenant les grands effets d'icelle, Lyon, Jean Patrasson, ,  ;
- Blaise de Vigenère, Traicté des comètes, ou estoilles chevelues, apparoissantes extraordinairement au ciel, avec leurs causes et effects, Paris, Nicolas Chesneau, , ,  ;
- J. R. de Londes (de Digne), Discours de la comete apparue à Lausanne le VIII. jour de novembre 1577, à six heures du soir, Lausanne, François Le Preux, 1588, , , .

### En italien
- Girolamo Sorboli, Dialogo in materia delle comete, Ferrara, Vittorio Baldini, 1578,  ;
- Pietro Sordi, Discorso sopra le comete, Parma, Seth Vioto, 1578,  ;
- Giacomo Marzari, Discorsco ... intorno alla Cometa apparsa il mese di Nouembre, l'anno 1577. Nelquale si tratta delle cagioni di essa, di quello ch'elle possa predire & della regola del viuere à questo tempo, Venise, Domenico Nicolin, 1577, , .

### En latin
- Bartholomäus Scultetus, Cometæ, anno humanitatis 1577 à 10 Novembris per Decembrem in 13 Ianuarij sequentis anni, continuis Lx. & V., D. in sublunari regione adparentis, descriptio, .

### En allemand
- Bartholomäus Scultetus, Des grossen und wunderbaren Cometen so nach der Menschlichen Geburth Jhesu im 1577. Jahr von dem 10. tag Nouembris durch ganzen Decembrem biss in den 13. Ianuarij des folgendes Jahrs ganzer 65 tag unter des Monden Sphär uber des Wolken Region gesehen worden , .